# Бахира (озеро)
Бахира (Тунисское, Тунис араб.  البحيرة, El Bahira‎) — солёное лагунное озеро, расположенное между столицей Туниса и Тунисским заливом Средиземного моря. Площадь этого мелководного озера, когда-то являвшегося морской гаванью, составляет 37 км².
Во времена Римской империи на озере была построена дамба, разделившая его на две части. В настоящее время дамба используется как дорога для автомобилей и поездов, соединяющих гавань Ла-Гулетт и прибрежные города Сиди-Бу-Саид и Ла-Марса. В северной части озера расположен остров Чикли, бывший когда-то испанским фортом, а с 1993 года объявленный заповедником.
Из-за продолжающихся процессов заиливания, в XIX веке французские колониальные силы прорыли вдоль дамбы канал длиной 9,7 км, шириной 46 м и глубиной 6,1 м, ведущий к старой гавани Туниса. На южном берегу озера в настоящее время ведётся строительство крупного туристического центра. На северном берегу озера расположен международный аэропорт Тунис-Карфаген.